# Norvellina apachana
Norvellina apachana är en insektsart som beskrevs av Ball 1931. Norvellina apachana ingår i släktet Norvellina och familjen dvärgstritar. Inga underarter finns listade i Catalogue of Life.